# فرانك هاريسون (سياسي)
فرانك هاريسون (بالإنجليزية: Frank G. Harrison)‏ هو ضابط وسياسي أمريكي، ولد في 2 فبراير 1940 بواشنطن العاصمة في الولايات المتحدة، وتوفي في 1 يونيو 2009 في نفس البلد. حزبياً، نشط في الحزب الديمقراطي. وقد انتخب عضو مجلس النواب الأمريكي.